# A8 (Servië)
De A8 of Autoput 8  is een autosnelweg in Servië. De snelweg is 22 kilometer lang en verbindt de A3 in Ruma  met Šabac. De A8 werd geopend op 14 oktober 2023.